# Xerochloa
Xerochloa là một chi thực vật có hoa trong họ Hòa thảo (Poaceae).

## Loài
Chi Xerochloa gồm các loài: